# Захоплення Мелільї (1497)
Захоплення Мелільї — захоплення північноафриканського портового міста Мелілья іспанським флотом, надісланим герцогом Медіни-Сідонії (точна участь католицьких королів Фернандо і Ізабелли у цій операції є спірним моментом в історіографії) у вересні 1497 р.

## Передумови
Протягом XV століття міста ваттасидського султанату Фес, розташовані на узбережжі Середземного моря (серед них і Мелілья) занепадали, на відміну від міст, розташованих на узбережжі Атлантики, що зосередили на собі більшу частину економічної діяльності султанату. До кінця XV століття порт Мелільї, який часто був предметом суперечок між мусульманськими правителями Феса та Тлемсена, був майже занедбаний.

## Обставини захоплення

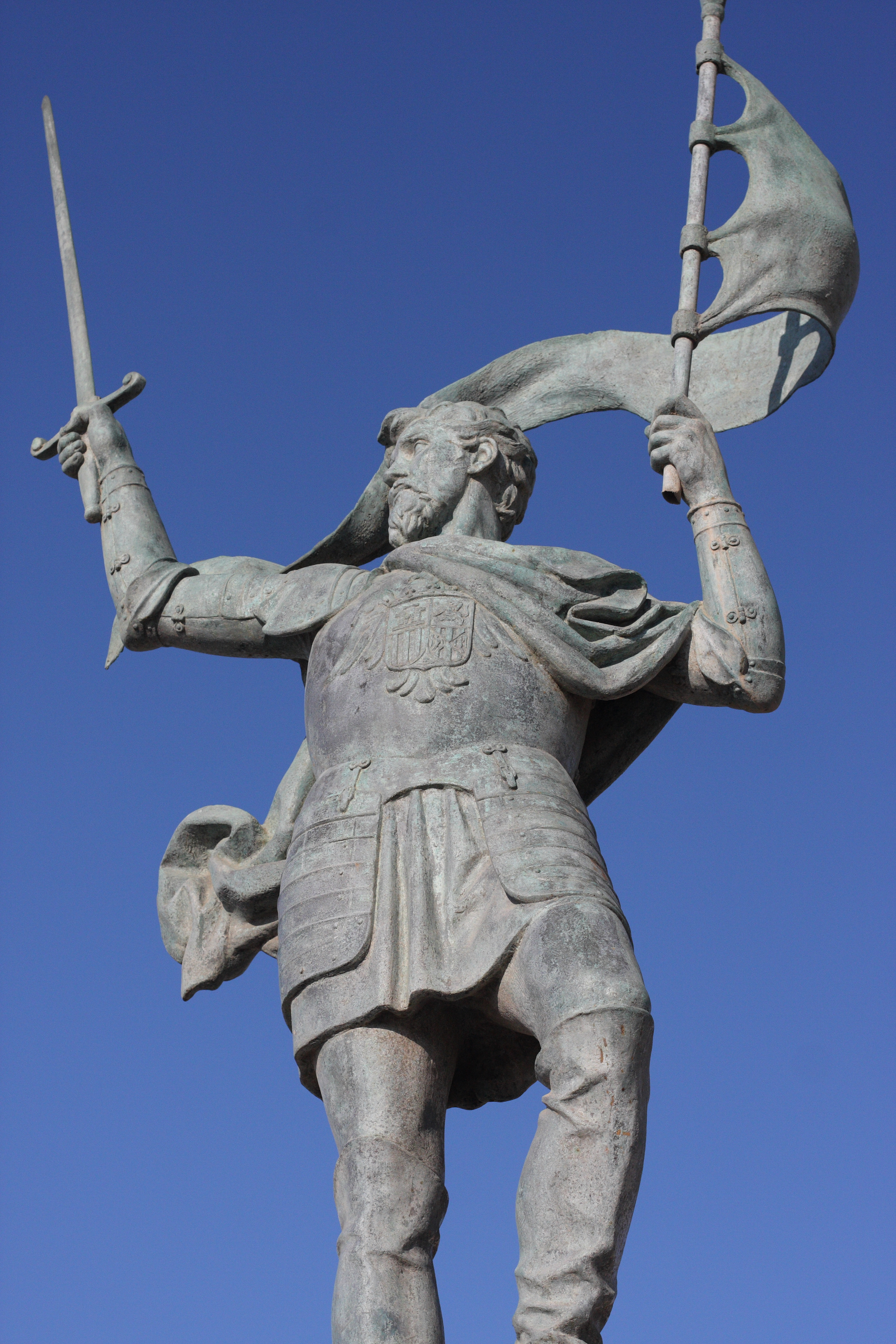
Пам'ятник Педро Естопіньяну в Мелільї

Плани завоювань на протилежному березі Середземного моря виникли у католицьких монархів Іспанії одразу після завоювання ними Гранади в 1492 році. Іспанські капітани Лескано та Лоренцо Зафра відвідали узбережжя Північної Африки, щоб визначити можливі місця для захоплення іспанцями і Мелілья була визначена головним кандидатом. Однак за умовами Алькасоваського договору 1479 року, Мелілья перебувала в португальській зоні впливу. 1494 року в Тордесільясі, король Португалії Жуан II погодився зробити виняток і дозволив іспанцям спробувати завоювати Мелілью.
Проте, здається, з часом Фернандо і Ізабелла втратили інтерес до завоювання Мелільї. Губернатор іспанської Андалузії Хуан Алонсо де Гусман, третій герцог Медіна-Сидонія, дізнавшись, що королівське подружжя передумало захоплювати Мелілью, вирішив узяти це завдання на себе, отримавши на те королівський дозвіл. Для цього він доручив зброєносцеві Педро Естопіньяну й артилеристові Франциско Раміресу де Мадрид розвідати півострів Трес Фокас.
Згідно з Баррантесом, літописцем герцогського двору, герцог повелів зібрати
| п'ять тисяч піхотинців і декілька вершників, і повелів оснастити кораблі, на яких вони вирушали, і завантажити їх борошном, вином, салом, м'ясом, оливковою олією і всіма необхідними запасами; і гарматами, списами, еспінгардами і всіма боєприпасамиОригінальний текст (ісп.) cinco mil ombres de apié e alguna gente a cavallo, e mandó aparejar los navíos en que fuesen, e hizolos cargar de mucha farina, vino, tocino, carne, aceyte e todos los otros mantenimientos necesarios; e de artillería lanças, espingardas e toda monición |
| І також в ту подорож була узята з собою велика кількість вапна і дерева, щоби відновити місто. І зі всією цією армадою і всіма цими людьми, Педро де Естопіньян, Радник Герцога, по його наказу вирушив з порту Сан Лукар у вересні 1497 рокуОригінальний текст (ісп.) E asimismo llevaron en aquel viaje gran cantidad de cal e madera para reedificar la ciudad. E con toda esta Armada e gente, partió Pedro de Estopiñán, Contador del Duque, por su mandato del puerto de San Lucar en el mes de septiembre del año 1497 |
Герцог Медіни-Сідонії послав на захоплення міста Педро Естопіньяна, який у вересні 1497 року завоював Мелілью практично без бою, оскільки внутрішні конфлікти виснажили місто і захист його був ослаблений. Мухаммед аш-Шейх, правлячий тоді султан Марокко з династії Ваттасидів  відправив загін кавалерії, щоб повернути місто під свій контроль, але напад був відбитий гарматами іспанських кораблів.

## Наслідки

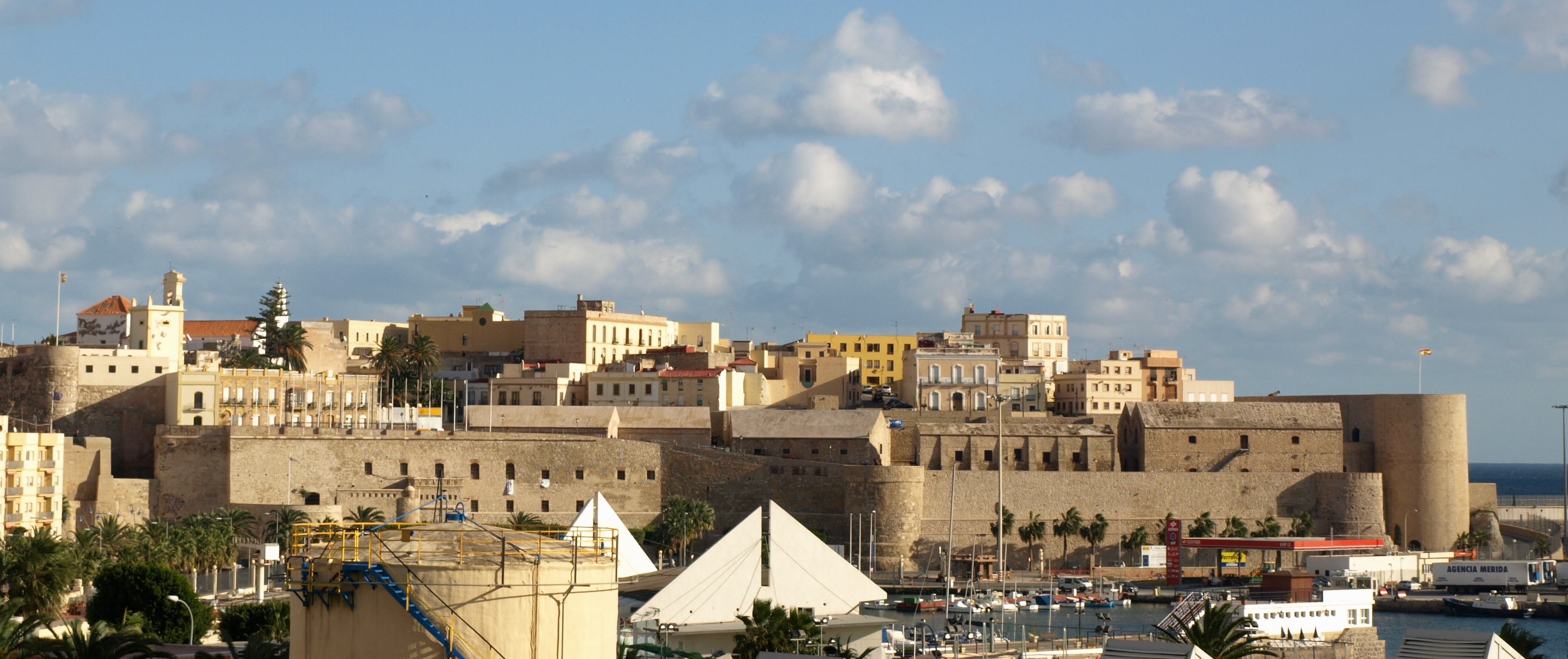
Іспанська фортеця в Мелільї

У 1509 році були наново визначені межі сфер впливу в Північній Африці між Португалією і Кастилією (Португалія мала більший контроль на атлантичному узбережжі, аж до Сеути, залишаючи середземноморське узбережжя за Кастилією).
На відміну від більшості інших володінь на північноафриканському узбережжі, які були з часом втрачені Іспанською короною, Мелілья продовжує залишатись іспанською дотепер, відноситься до Суверенних територій Іспанії і входить в склад Іспанії на правах автономного міста.
Воєнний заколот, який поклав початок Громадянській війні в Іспанії, почався 17 липня 1936 року в Мелільї.